# Živinice (Derventa)
Živinice (szerbül: Живинице), település Bosznia-Hercegovinában, Derventa községben, a Szerb Köztársaság északi régiójában. 

## Fekvése
A település Bosznia-Hercegovina északi részén, Dobojtól légvonalban 28, közúton 36 km-re észak-északnyugatra, községközpontjától légvonalban 2, közúton 3 km-re délkeletre fekvő enyhén dombos vidéken 180-228 méteres magasságban fekszik. A település mára már összeépült északnyugatra fekvő községközpontjával, Derventával.

## Népessége
| Nemzetiségi csoport | Népesség 1991 | Népesség 2013 |
| ------------------- | ------------- | ------------- |
| Szerb               | 118           | 215           |
| Bosnyák             | 39            | 13            |
| Horvát              | 1074          | 30            |
| Jugoszláv           | 48            | 2             |
| Egyéb               | 11            | 18            |
| Összesen            | 1290          | 276           |

## Története
A többségben horvát lakosságú település, 1878-ig tartozott az Oszmán Birodalomhoz. Ekkor a berlini kongresszus határozata alapján az Osztrák-Magyar Monarchia része lett. 1879-ben az első osztrák-magyar népszámlálás során a Derventi járáshoz tartozó településnek 40 háztartása, 242 római katolikus és 5 görög katolikus lakosa volt. 1910-ben a Derventai járáshoz tartozó településen 80 háztartást, 484 római katolikus és 29 ortodox lakost találtak. A monarchia szétesésével 1918-ban előbb a Szerb-Horvát-Szlovén Királyság, majd 1929-től a Jugoszláv Királyság része lett. 1921-ben a Derventai járáshoz tartozó településnek 534 lakosa volt, közülük 502 római katolikus, 31 ortodox és 1 görög katolikus volt. Az 1929-es törvény értelmében, amikor Bosznia-Hercegovinát négy banovinára, Drinskára, Vrbaskára, Zetskára és Primorskára osztották, a település a Vrbaska banovina (Orbászi bánság) része lett, amelynek székhelye Banja Luka volt. 1939-ben a közigazgatás átszervezésével a Hrvatska banovina (Horvát Bánság) része lett.
A második világháborúban Jugoszlávia megszállása után a Független Horvát Állam (NDH) része lett. A második világháború után 1992-ig a település a szocialista Jugoszlávia keretében a Bosznia-Hercegovinai Népköztársaság része volt. 1992-ben a boszniai háború idején szerb szélsőségesek elűzték a horvát lakosságot, akik közül a háború után csak kevesen tértek vissza. A boszniai háborút lezáró daytoni békeszerződés rendelkezése alapján az ország területét felosztották a Bosznia-hercegovinai Föderáció és a boszniai Szerb Köztársaság között. A békeszerződés utáni területmegosztási megállapodás értelmében a település Derventa község részeként a Boszniai Szerb Köztársasághoz került. A faluban ma már a szerbek vannak többségben.